# Ламутский
Ламутский — потухший вулкан на восточном склоне Срединного хребта на полуострове Камчатка, Россия.
Вулкан расположен в верховье реки Ламутской (приток реки Хайлюли). Форма вулкана представляет собой пологий щит, на вершине которого располагается пологий конус. В географическом плане вулканическое сооружение занимает площадь, близкую к окружности диаметром 6 км, площадь — 20 км², объем изверженного материала 3,5 км³. Абсолютная высота — 1198 м, относительная — около 400 м.
Вулкан сложен лавовыми потоками. Деятельность вулкана относится к современному (голоценовому) периоду.
Вулкан входит в группу северного вулканического района, срединного вулканического пояса.